# Klára Dobrev
Klára Dobrev (nascida Klara Petrova Dobreva, em búlgaro:  Клара Петрова Добрева; em 2 de fevereiro de 1972, na Hungria) é uma política húngara de esquerda, que atuou como vice-presidente do Parlamento Europeu entre julho de 2019 e janeiro de 2022.

## Infância e educação
Klára nasceu na cidade de Sófia, na Bulgária, filha de mãe judia húngara, Piroska Apró, e de pai búlgaro, Petar Dobrev. Seu avô materno, Antal Apró, um político comunista, serviu como Ministro da Indústria na República Popular da Hungria nas décadas de 1950 e 1960.[carece de fontes?]
Klára é formada em Economia pela Universidade de Economia de Budapeste e em Direito pela Faculdade de Direito da Universidade Eötvös Loránd, ambas na Hungria. Durante seus anos na Universidade de Economia, ela foi membro da AIESEC e, na conferência mundial da organização em 1992, ela foi vice-presidente do conselho de animadores responsável por relações públicas. Klára passou seu estágio na Modi Xerox (agora chamada de Xerox India) como assistente de marketing em Bangalore, na Índia.[carece de fontes?]

## Carreira
Klára ocupou vários cargos governamentais no passado, incluindo Chefe de Gabinete de Péter Medgyessy durante as eleições parlamentares de 2002 e vice-presidente do Escritório para o Plano de Desenvolvimento Nacional e Apoio da União Europeia, onde atuou de 2002 até a nomeação de seu marido para primeiro-ministro, em 2004, quando renunciou.[carece de fontes?]
Klára é professora sênior da Universidade Eötvös Loránd, na Hungria. Ela é presidente da seção húngara da ONU Mulheres. Klára tornou-se CEO da Altus Ltd. em 2009, uma empresa de consultoria de desenvolvimento de propriedade de seu marido.
Em 2019, Klára voltou à política, como a principal candidata da lista do Parlamento Europeu da Coalizão Democrática para as eleições de 2019. Com um impressionante e surpreendente resultado de 16,05% para seu partido, melhor do que todas as pesquisas previam, ela foi eleita deputada do Parlamento Europeu. Klára foi eleita vice-presidente do Parlamento Europeu em 3 de julho de 2019.
Em outubro de 2021, Klára afirmou que era a favorita nas eleições primárias da coalizão destinada a concorrer unida contra Viktor Orbán nas eleições parlamentares de 2022. Klára obteve 34% dos votos no primeiro turno, em setembro de 2021, concorrendo como candidata da Coalizão Democrática e do Partido Liberal Húngaro. No segundo turno, realizado em outubro, ela recebeu 43% dos votos e foi derrotada por Péter Márki-Zay, do Movimento de Todos na Hungria, que obteve 57%.

## Outras atividades
Membro do Conselho Europeu de Relações Exteriores (ECFR), desde 2021.

## Vida pessoal
Klára Dobrev é casada com Ferenc Gyurcsány, que foi primeiro-ministro da Hungria entre 2004 e 2009.[carece de fontes?]

## Reconhecimento
Em 2013, Klára Dobrev foi reconhecida pela BBC como uma das 100 mulheres mais inspiradoras do mundo.